# Micrometro (strumento)
Il micrometro (/miˈkrɔmetro/) è un strumento di misura ad alta precisione, con sensibilità tipica del centesimo di millimetro. Sono tuttavia presenti anche micrometri cinquantesimali. Esso è in grado di effettuare misure di esterni, interni e profondità, ma per ciascuna di tali misure esiste una forma specifica e anche nell'ambito della stessa tipologia ciascuno strumento ha un campo di misura limitato.
Il nome dello strumento deriva dal prefisso micro, normalmente utilizzato per indicare un sottomultiplo pari ad un milionesimo.
Il principio di funzionamento è basato sull'avanzamento di una vite che spinge un cilindro mobile contro uno fisso, tra cui viene posto l'oggetto da misurare. Una scala graduata solidale alla vite è suddivisa in tacche, in modo che si possano apprezzare le frazioni di passo della vite stessa. Se per esempio la vite avanza di un millimetro ad ogni giro e la scala è suddivisa in cento parti, la sensibilità dello strumento sarà di un centesimo di millimetro. Una seconda scala solidale all'albero fisso rispetto alla vite consente di determinare i multipli di passo e quindi la misura macroscopica.
Sebbene il "calibro Palmer" sia propriamente adatto a misure di "esterni", esistono versioni di micrometri adatti per altre misure, come diametri interni e profondità di fori.

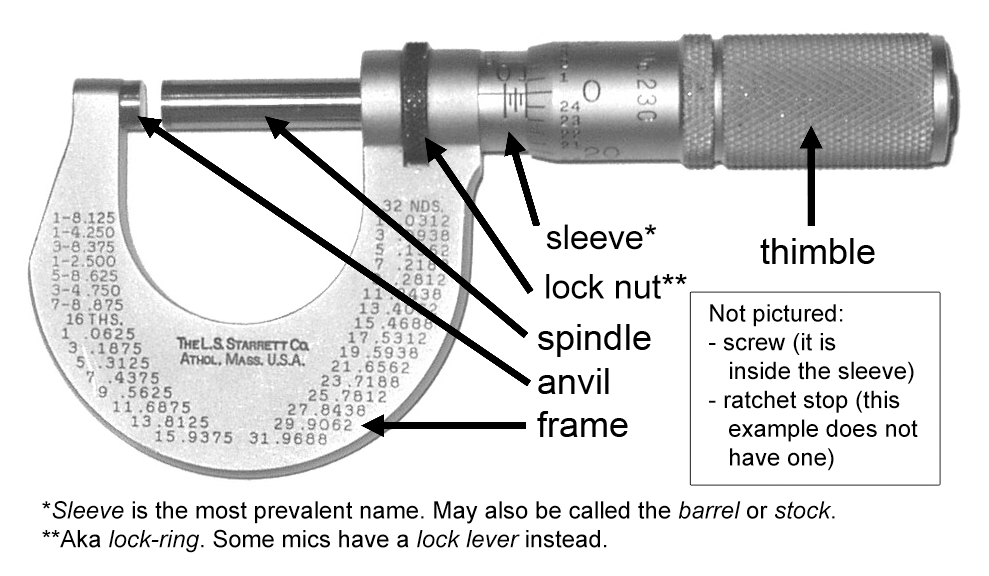
Struttura del micrometro

## Storia
I primi esperimenti per la realizzazione di uno strumento che permettesse la misura delle distanze astronomiche mediante il telescopio risalgono agli inizi del XVII secolo, come quello ideato da Galileo Galilei per misurare la distanza dei satelliti gioviani.
Il primo micrometro a vite fu realizzato da William Gascoigne nel 1640 come miglioramento rispetto al calibro Vernier e usato per la misura delle distanze stellari e il calcolo della parallasse con un telescopio. Successivamente Jean-Laurent Palmer lo perfezionò e ne ridusse le dimensioni.

## Caratteristiche metrologiche
I comuni micrometri presentano campi di misura piuttosto corti (tipicamente 25 mm) e raramente grandi aperture (fino a 400 mm), ottenibili però solamente con particolari limitazioni (vedi sotto "generalità strutturali").
Normalmente i micrometri montano una vite con passo di mezzo millimetro e la scala della bussola graduata in cinquanta parti, pertanto la risoluzione tipica della misura è 0,01 mm. Strutturando gli strumenti in maniera diversa, si possono raggiungere risoluzioni di 0,001 mm per strumenti meccanici e di 0,01-0,001 mm per strumenti elettronici.

### Incidenza della forza di serraggio
Il serraggio di un oggetto con un dispositivo a vite può produrre forze di compressione notevoli. In un uso scorretto, un micrometro può provocare:
- danneggiamento dell'oggetto da misurare;
- danneggiamento dello strumento di misura;
- variazioni delle dimensioni dell'oggetto da misurare, e conseguentemente errori nella misura.

Per evitare questi accadimenti i micrometri sono dotati di frizioni che limitano la forza applicabile.
Si aggiunga che per misure di materiali relativamente soffici, oltre alla limitazione della forza applicabile, è necessario standardizzare la forza applicata, in modo da rendere le misure riproducibili.
Nei micrometri, la regolazione standard delle relative frizioni è di 1 kg forza.

## Struttura di un micrometro per esterni

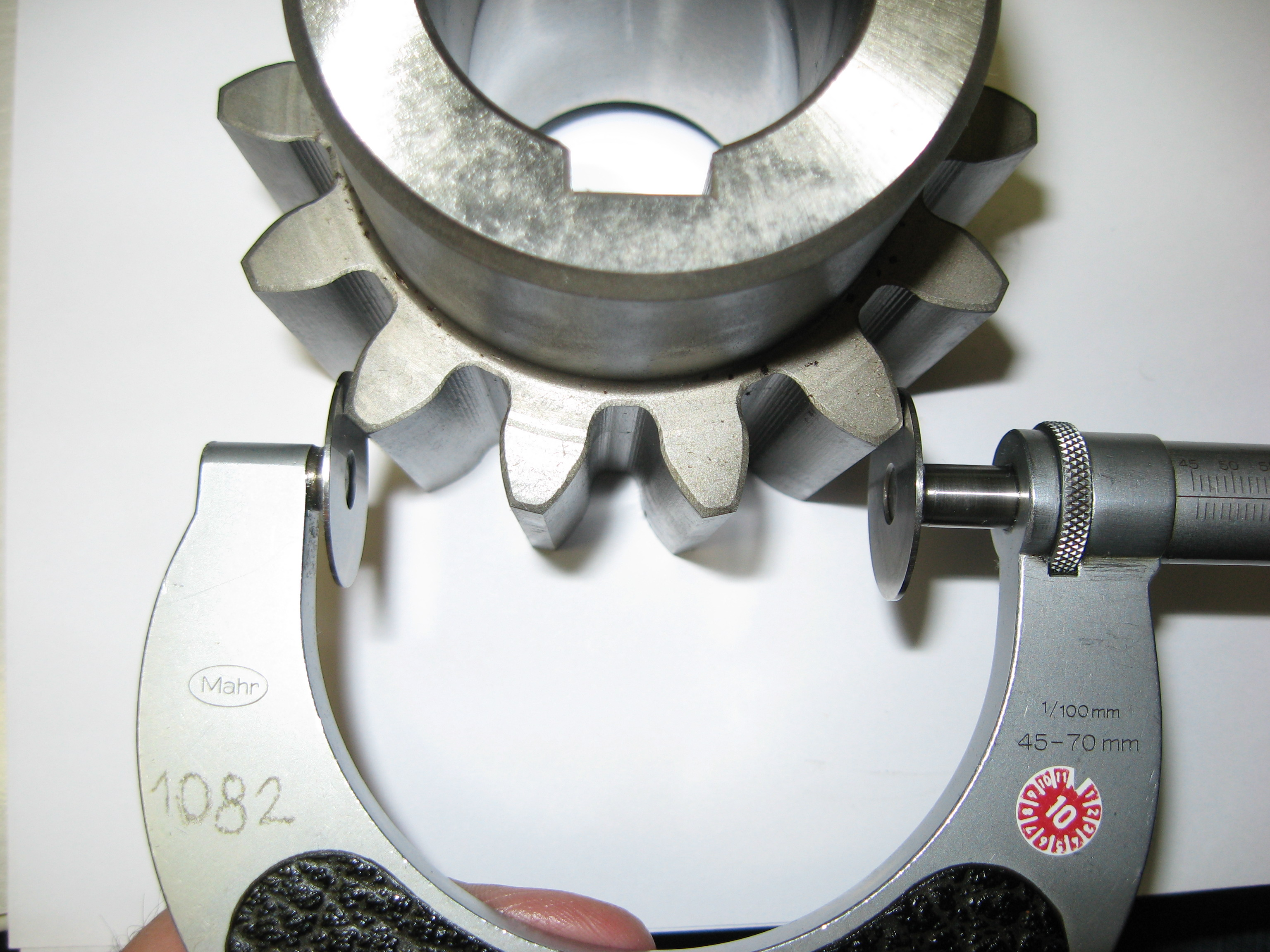
Micrometri per esterni del tipo a piattelli per il controllo della dentatura

Micrometri per esterni con i rebbi conformati per misurare punti difficilmente raggiungibili

Il micrometro Palmer (vedi foto) è costituito essenzialmente da un arco (frame) di acciaio fucinato o di ghisa, alle cui estremità sono situati due cilindretti coassiali, uno fisso (incudine - anvil) e uno mobile (asta di misurazione - spindle).
L'incudine viene fissata in modo solidale all'arco. A volte dispone di un attacco filettato che ne facilita la sostituzione in caso di danneggiamento o usura.
All'altro capo dell'arco è fissata coassialmente una controbussola (sleeve), filettata internamente, nella quale viene imboccata l'asta di misurazione, anch'essa filettata.
All'estremità esterna dell'asta di misurazione è fissato un tamburo (thimble), anch'esso coassiale, e graduato sul bordo interno. Agendo sul tamburo, si può avvitare l'asta di misurazione sulla controbussola, e così avvicinare la sua estremità interna all'incudine, al limite, arrivando a battuta.
Ad ogni giro di tamburo, corrisponde un avvicinamento o un allontanamento pari al passo della vite. Normalmente, i micrometri vengono realizzati con filettature passo 0,5 mm, pertanto ogni giro avvicina o allontana l'asta all'incudine di questa misura.
Una scala graduata realizzata all'esterno della controbussola (scala fissa), permette (utilizzando come indice il bordo interno del tamburo) di leggere i millimetri d'apertura del micrometro. Nel caso di un micrometro con passo vite "0,5", la scala presenterà gradazioni di 0,5 mm.
La rotazione del tamburo di una frazione di giro, corrisponde ad uno spostamento di pari frazione del passo vite.
La scala realizzata sul bordo interno del tamburo, permette (utilizzando come indice la scala fissa) di leggere le frazioni di giro, e di conseguenza spostamenti più piccoli del passo vite. Normalmente, la graduazione sul tamburo conta 50 divisioni, realizzando così una scala con una risoluzione da 0,01 mm (nel caso di passo vite 0,5).

### Uso del micrometro per esterni
Per utilizzare lo strumento:
1. collocare il pezzo da misurare tra i rebbi (le estremità libere dell'incudine e dell'asta), avendo cura di pulire eventuali detriti che falserebbero la misura;
2. avvitare il tamburo utilizzando il nottolino (o la ghiera) della frizione (che impedisce di applicare un momento torcente eccessivo) fino a 'serraggio';
3. leggere sulla scala fissa la componente maggiore, in genere i millimetri o mezzi millimetri, e sulla scala del tamburo le frazioni centesimali.

Quando necessita effettuare misure impegnative (per numero o per accuratezza), torna utile l'utilizzo di basi per micrometri, che, mantenendo lo strumento bloccato, lascia libere le mani per manovrare comodamente l'oggetto da misurare e il tamburo del micrometro.

### Azzeramento del micrometro
Con l'utilizzo, lo zero della graduazione può non corrispondere alla battuta tra i due rebbi. La cosa è facilmente verificabile: alla temperatura operativa (tipicamente 20 °C) si puliscono accuratamente i rebbi da olio e polvere e si va a serrare senza interporre nulla tra asta e incudine.
Qualora ci si trovasse di fronte ad un micrometro ad ampia apertura, viene normalmente fornito un calibro fisso (referenza) di dimensione nominale pari alla misura inferiore del campo di misura. Esempio: con un micrometro da 75-100mm dispone di un calibro fisso da 75mm.
Le referenze possono assumere diverse forme:
- a disco, realizzato con diametro pari al valore nominale;
- a cilindretto, realizzato di lunghezza pari al valore nominale;
- a cilindretto raggiato, simile al precedente, ma con facce raggiate invece che piane.

### Calibrazione del micrometro
Qualora lo strumento risulti starato, si può calibrare agendo fisicamente sul micrometro. Spesso, il micrometro viene fornito con una chiavetta adatta allo scopo. Per sfruttare la massima precisione ottenibile dallo strumento, è importante che la calibrazione avvenga in un ambiente a temperatura controllata. Questo è dovuto al fatto che il metallo di cui sono fatti sia lo strumento, sia il blocchetto di riferimento, si espande man mano che la temperatura aumenta. Tipicamente le case manifatturiere riportano specifiche valide a 20 °C.
Le modalità per attuare questa operazione dipendono da come sono costruiti i micrometri. Normalmente si può effettuare in due modi:
1. variando la posizione relativa tra tamburo e asta. In questo caso il tamburo è avvitato sull'asta, e bloccato da una ghiera. Sbloccando la ghiera si può avvitare (o svitare) il tamburo fino a riazzerare la sua gradazione.
2. variando la posizione della controbussola (conseguentemente la scala fissa) rispetto al corpo. In questo caso è la controbussola che può essere avvitata o svitata rispetto al corpo del micrometro.

Qualunque metodologia si debba usare per la calibrazione, è necessario preventivamente:
1. serrare i rebbi usando la frizione (eventualmente usando la relativa referenza).
2. bloccare l'asta con il freno.

## Struttura di un micrometro di profondità

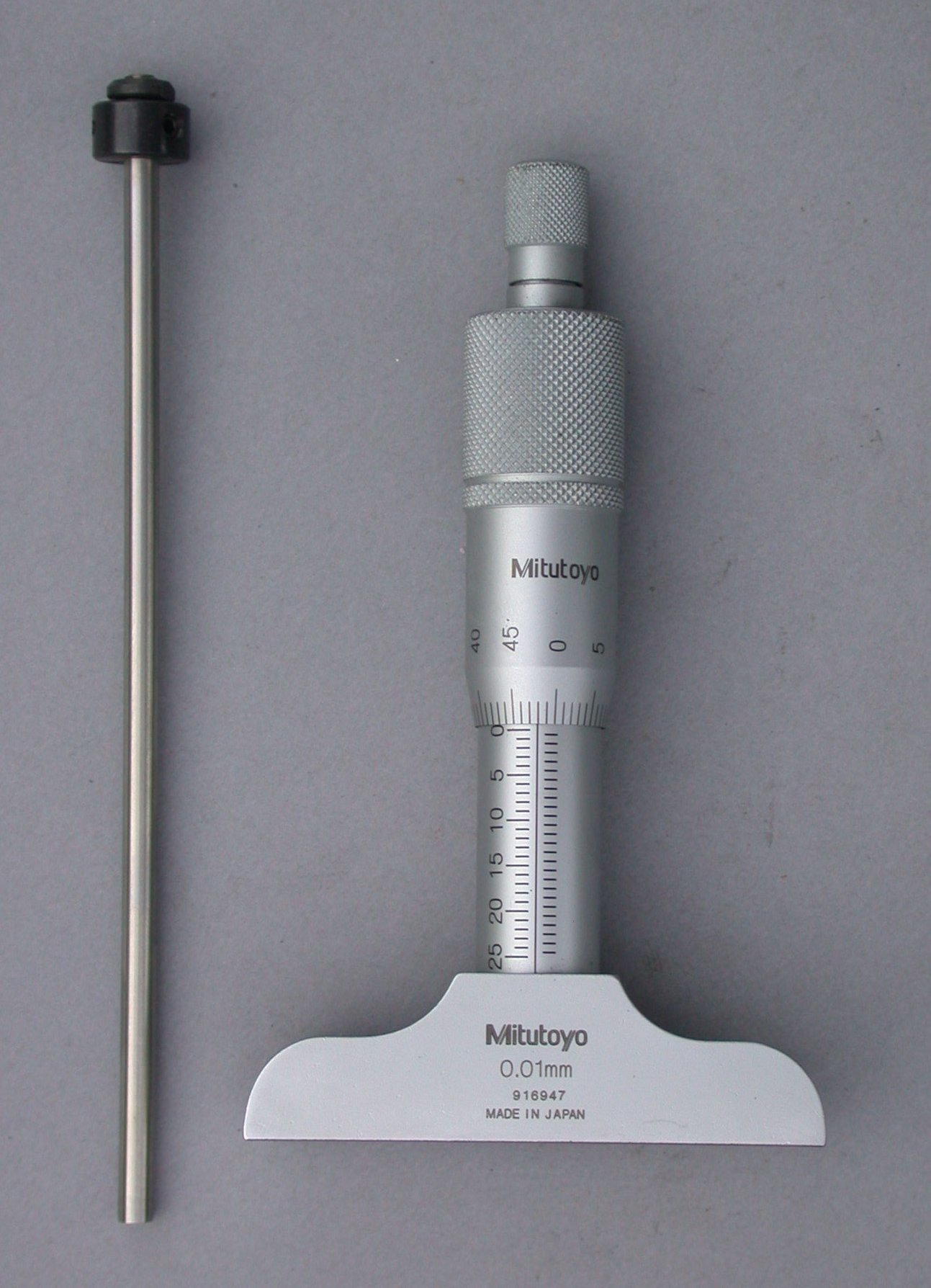
Micrometro Mitutoyo di profondità con prolunga

I micrometri di profondità sono una variante del micrometro Palmer, strutturati per rilevare la profondità di una cava o un gradino.
I micrometri di profondità (vedi foto) hanno il dispositivo di lettura identico ai micrometri per esterni, ma sono privi di arco e incudine.
Dispongono invece di un corpo con una superficie rettificata perpendicolare all'asse dell'asta (ponticello). Questa fa da piano di riferimento della scala e da punto d'appoggio, da posizionare e portare a "battuta":
- a - sul piano di riferimento a cavallo della cava;
- b - sul piano di riferimento presso l'orlo dello scalino.

In breve, si utilizza in questo modo:
1. si ritrae il più possibile l'asta di misurazione;
2. si poggia la superficie del ponticello sulla superficie esterna di riferimento della cava;
3. ci si assicura che l'asta sia oltre il bordo della superficie, sopra la cava di cui misurare la profondità;
4. agendo sulla bussola si fa calare l'asta fino alla prossimità del fondo;
5. agendo sulla frizione si manda a contatto il rebbio sul fondo della cava;
6. si blocca l'asta con il freno;
7. infine si effettua la misura.

## Struttura di un micrometro per interni

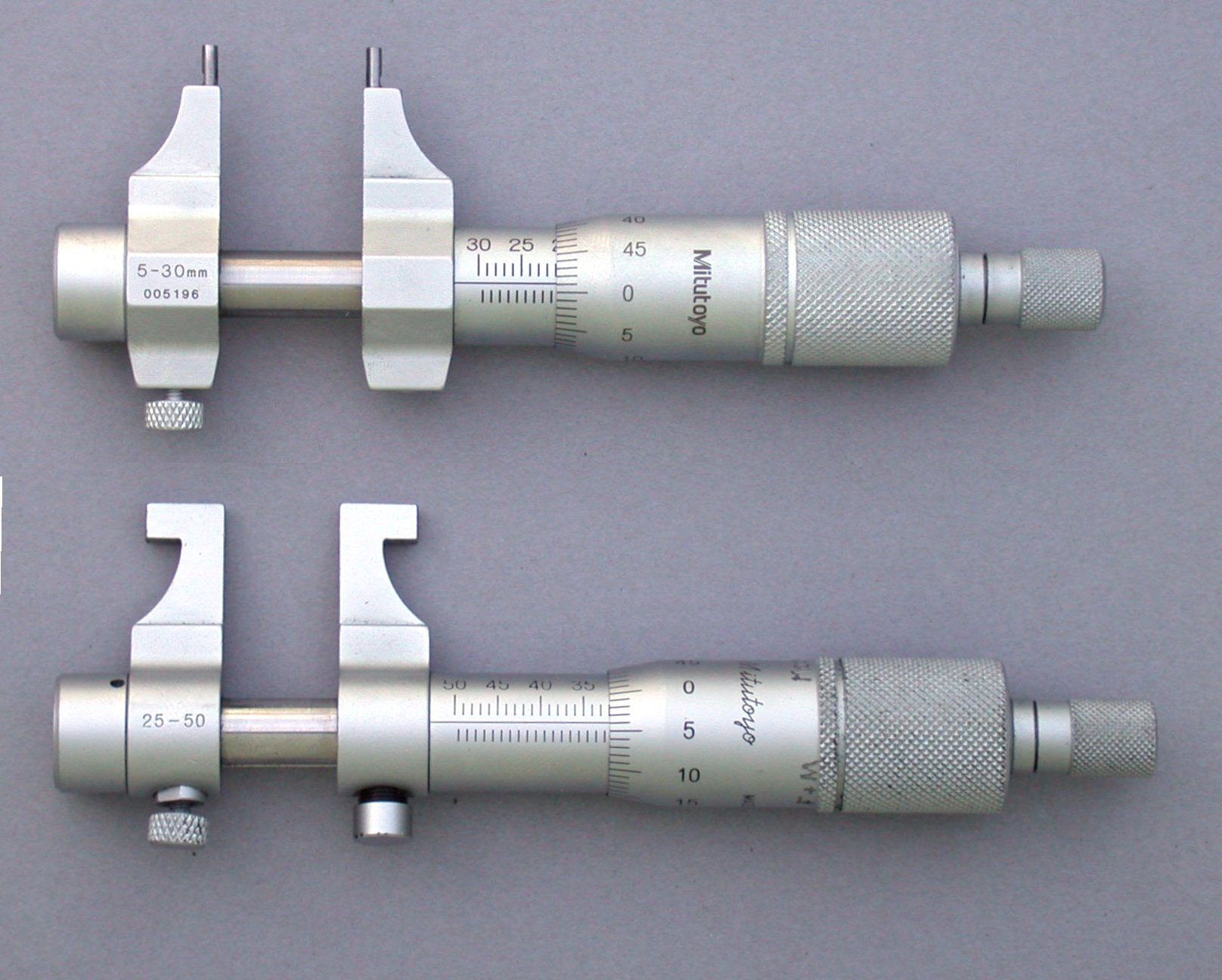
Micrometri Mitutoyo per interni

I micrometri per interni sono un'altra variante del micrometro Palmer, strutturati per misurare una larghezza di un "interno" pezzo, o più comunemente un diametro di un foro.
Anche questi micrometri hanno il dispositivo di lettura identico a quello descritto per i micrometri per esterni, ma differiscono per il sistema di rilievo quote.
Privi di arco e incudine, il corpo è costituito da un cilindro coassiale alla controbussola del dispositivo di lettura. All'interno, un'asta comanda dei tastatori che fuoriescono radialmente rispetto all'asse dello strumento.
I tastatori possono essere dei cilindretti piani, dei cilindretti raggiati o delle semisfere. Per le particolarità costruttive di questi tipi di micrometri, il loro campo di misura è in genere molto piccolo.
I micrometri per interni si suddividono essenzialmente in
1. micrometri a 2 punti, dotati di due tastatori disposti radialmente a 180°, necessari per la misurazione di quote interne su cave o fori non cilindrici;
2. micrometri a 3 punti, dotati di tre tastatori disposti radialmente a 120°, utili per l'ottimale centraggio in cave cilindriche, ma inutili per cave di forme differenti.

### Uso del micrometro a contatto espandibile
Per utilizzare lo strumento:
1. regolare il tamburo in modo da ritrarre i tastatori per il diametro più piccolo che lo strumento è in grado di misurare;
2. introdurre lo strumento nella cava (o nel foro) dov'è la quota da misurare;
3. avvitare il tamburo utilizzando il nottolino della frizione fino a battuta con superfici da misurare;
4. leggere sulla scala fissa la componente maggiore e sulla scala del tamburo le frazioni centesimali

## Micrometri digitali
Come per i calibri, di recente sono stati introdotti micrometri a visualizzazione digitale. In questo tipo di micrometri, sul corpo viene montato un indicatore elettronico digitale che rileva lo spostamento dell'asta di misurazione.
I display, alimentati da comuni batterie a bottone, sono normalmente realizzati con una risoluzione 0,001 mm.
Come per i calibri, gli indicatori possono disporre di numerose funzioni:
- azzeramento della lettura in un punto arbitrario;
- settaggio arbitrario di una quota;
- collegamento seriale con un PC, per poter automatizzare le misure.

## Generalità strutturali
La realizzazione di grandi micrometri presenta alcuni problemi comuni:
- difficoltà nella realizzazione di lunghe ed accurate filettature micrometriche;
- difficoltà nella realizzazione di corpi di grande dimensione, precisi, rigidi e termicamente stabili;
- peso elevato;
- scarsa praticità nella movimentazione di lunghe viti.

Pertanto i micrometri presentano campi di misura piuttosto corti (tipicamente 25 mm) e raramente grandi aperture (fino a 400 mm). Comuni sono le serie con campi di misura 0-25 mm, 25-50 mm, 50-75 mm, 75-100 mm, 100-125 mm, 125-150mm.
Per aggirare queste difficoltà, esistono anche micrometri che dispongono di aste intercambiabili di diversa lunghezza, che pur avendo sempre corse di 25 mm, permettono di fare misure da 0 a 150 mm, e oltre.
Nei micrometri è sempre presente un dispositivo di bloccaggio (freno - lock-nut) che blocca l'asta rispetto al corpo. Si aziona tramite un anello o una levetta, e funziona applicando una forte frizione sull'asta di misurazione.
Generalmente utilizzato per trasformare il micrometro in calibro fisso, ha la sua ragione d'esistenza nell'operazione d'azzeramento del micrometro.
Nota: l'utilizzo come calibro fisso, e/o del freno per 'bloccare' la misura è improprio, e può comportare all'usura eccessiva dei rebbi.
Un altro dispositivo sempre presente è la frizione. Come già descritto, il suo uso è indispensabile per prevenire danneggiamenti e/o misure errate.
Generalmente assume la forma di una ghiera zigrinata o di un nottolino montati sul tamburo, che scatta quando la forza applicata supera 1 kg forza, impedendo al tamburo di continuare a muoversi. Costruttivamente viene realizzata con una dentiera disinnestabile, una vera frizione o con un salterello a molla.
I tamburi e le controbussole sono normalmente realizzate in acciaio inossidabile trattato superficialmente in modo da renderlo satinato, così da evitare riflessi abbaglianti di luce durante la lettura delle scale.
Per assicurare una lettura corretta, i rebbi vengono spianati a specchio tramite lappatura, ossia viene garantita una rugosità superficiale di molto inferiore alla precisione dello strumento. Inoltre il materiale viene indurito con trattamenti termici, in modo da ridurne l'usura e l’indentazione.